# Уродина
«Уродина» (англ. Uglies) — первый роман из фантастического цикла «Мятежная» американо-австралийского писателя-фантаста Скотта Вестерфельда, опубликованный в 2005 году в США издательством Simon Pulse.

## Сюжет
Мир будущего. Человеческая цивилизация рухнула и снова возродилась. Теперь мир стал совершенно другим. Города, утопающие в зелени; аэромобили, скользящие по воздуху. И самое интересное — практически все люди головокружительно красивы, кроме одной «красотки» Тэлли Янгблад. Это не новая раса людей с генетической мутацией, это не обман зрения, это — просто операция «красоты». Вам уже исполнилось шестнадцать? Тогда добро пожаловать в мир абсолютно красивых людей!
Но что же делать тем, кто слишком молод для операции? Тэлли Янгблад доживает последние месяцы в обличье «урода». Совершает рискованные вылазки из резервации, проделывает опасные трюки, находит новых друзей, однако она даже не подозревает, чем всё это для неё обернётся. Ей придётся пройти далекий и опасный путь, попасть в загадочный Дым, пойти против своих родных и всего мира. И, наконец, показать людям настоящую красоту.

## Персонажи
- Тэлли Янгблад — пятнадцатилетняя девушка, живёт в резервации для «уродов», с нетерпением ждет шестнадцатилетия, чтобы сделать операцию «красоты» и переселиться в Нью-Красотаун, но позже разочаровывается в этом. Отправляется в Дым по приказу доктора Кейбл. Влюблена в Дэвида.
- Перис — друг Тэлли, немного старше неё, поэтому к началу повествования уже успел стать «красавчиком».
- Шэй — ещё одна жительница резервации, ровесница Тэлли, позже ставшая её подругой, была категорически против операции «красоты», поэтому перед своим шестнадцатилетием сбежала в Дым. Была влюблена в Дэвида.
- Доктор Кейбл — член Комиссии по чрезвычайным обстоятельствам, занятой поисками Шэй.
- Сол и Элли — родители Тэлли.
- Дэвид — коренной житель Дыма. Влюблен в Тэлли.
- Эз и Мэдди — родители Дэвида, врачи. Обнаружили побочные действия операции(повреждение мозга т.д.), поэтому ещё до рождения Дэвида сбежали и основали Дым.
- Крой — ещё один дымник, сбежал в Дым до наступление шестнадцатилетия, с самого начала подозревал Тэлли в шпионаже.

## Продолжения
«Уродина» положила начало целой серии книг о борьбе человечества за свою индивидуальность. На данный момент серия состоит из четырёх книг:
- Уродина (англ. Uglies, 2005)
- Красавица (англ. Pretties, 2005)
- Особенная (англ. Specials, 2006)
- Экстра (англ. Extras, 2007)

Книги «Уродина» и «Красавица» стали лучшими книгами в сегменте Young Adults и бестселлерами The New York Times и Amazon.com. Права на экранизацию серии были приобретены кинокомпанией 20th Century Fox. Экранизацию книги поставил режиссёр Макджи. Фильм «Уродина» вышел стриминговом сервисе Netflix 13 сентября 2024.